# Destination Tokyo
Destination Tokyo é um filme estadunidense de 1943, do gênero guerra dirigido por Delmer Daves.

## Sinopse
Durante a Segunda Guerra Mundial, um submarino é enviado em uma missão secreta para a costa do Japão.

## Elenco
- Cary Grant ...  Capt. Cassidy
- John Garfield ...  Wolf
- Alan Hale ...  'Cookie' Wainwright
- John Ridgely ...  Reserve Officer Raymond
- Dane Clark ...  Tin Can
- Jack Mower ... Assessor do almirante (não-creditado)